# 白银廊街
白银廊街（Passage de l'Argue）位于法国里昂第二区白莱果广场，连接共和路、爱德华·赫里欧路（rue Édouard-Herriot）和布雷斯特路（rue de Brest）。这是法国外省最古老的廊街之一，建于1825-1828年，与同时代巴黎的廊街为同一模式。这条路在里昂享有富裕的名声，在半岛的贸易中起着显著的作用。对面另有一条小白银廊路（Petit Passage de l'Argue）。